# Gypona liturata
Gypona liturata är en insektsart som beskrevs av Carl Stål 1862. Gypona liturata ingår i släktet Gypona och familjen dvärgstritar. Inga underarter finns listade i Catalogue of Life.